# مایا پلیستسکایا
مایا میخایلوونا پلیستسکایا (روسی: Ма́йя Миха́йловна Плисе́цкая؛ (به انگلیسی: Maya Plisetskaya) ۲۰ نوامبر ۱۹۲۵ – ۲ مهٔ ۲۰۱۵) هنرپیشه، طراح رقص، بالرین، و رقصنده اهل روسیه بود. وی همچنین برنده جوایزی همچون نشان لنین و جایزه هنرمند مردمی اتحاد جماهیر شوروی شده‌است.

## زندگی هنری
او باله را از ۹ سالگی شروع کرد و در یازده سالگی وارد تالار بولشوی شد. در سن ۱۸ سالگی تکخوان گروه باله بولشوی شده بود. با آنکه مهمترین عضو باله بولشوی بود، تا ۱۶ سال حق خروج از کشور را نداشت تا آنکه خروشچف در سال ۱۹۵۹ میلادی ممنوع‌الخروجی وی را لغو کرد. او اکثر باله‌های مشهور دنیا را بتنهایی یا با گروه اجرا کرده بود. وی یکی از مشهورترین بالرین‌های قرن بیستم بود.
پلیستسکایا در سن ۸۹ سالگی در دوم ماه مه ۲۰۱۵ در شهر مونیخ درگذشت. او وصیت کرده بود جسد او سوزانده شود و خاکسترش در خاک روسیه پراکنده گردد.